# Die Werkpause
Die Werkpause war eine populäre Unterhaltungssendung des NS-Rundfunks.
Die Sendereihe startete am 2. Februar 1936 mit einer Übertragung des Reichssenders Köln. Die Werkpause erwies sich als erfolgreiches Format. „Bereits im November 1936 wurde sie von fast allen deutschen Sendern übernommen.“ Die Wort-Musik-Sendung ähnelt von ihrer Gestaltung her der ebenfalls Anfang 1936 gestarteten Rundfunkreihe Wunschkonzert für das Winterhilfswerk, dem Vorläufer des Wunschkonzerts für die Wehrmacht.